# Cyclocephala dalensi
Cyclocephala dalensi är en skalbaggsart som beskrevs av Ponchel 2009. Cyclocephala dalensi ingår i släktet Cyclocephala och familjen Dynastidae. Inga underarter finns listade i Catalogue of Life.